# Nyakyusa (M.30) jezici
Nyakyusa (M.30) jezici (privatni kod: nyak), malena podskupina centralnih bantu jezika iz zone M, koja obuhvaća svega (1) jezik nyakyusa-ngonde ili ikingonde [nyy] s 1.105.000 govornika na području istočnoafričkih država Tanzanija i Malavi.
Jezik ima 6 dijalekata: nyakyusa (nyy-nya) nkonde (nyy-nko) ngonde (nyy-ngo) mwamba; lungulu (nyy-mwa) kukwe (nyy-kuk) selya; salya; seria (nyy-sel) 

## Vanjske poveznice
- Ethnologue (14th)
- Ethnologue (15th)